# Македоније II Цариградски
Македоније II (стгрч. ΜακεδονιοςΜακεδονιος; умро око 517.) је био цариградски патријарх у периоду од 495. до 511. године.

## Биографија
У року од годину-две сазвао је Сабор, на коме је писмено потврдио акте Халкидонског сабора. Године 507. Илија, патријарх јерусалимски, који није хтео да одобри свргавање Еуфемија, ујединио се у заједници са Македонијем. Цар Анастасије је употребио сва средства да примора Македонија да се изјасни против Халкидонског сабора, али ласкање и претње су биле безуспешне. Атентатор по имену Еукол је чак био ангажован да му одузме живот. Патријарх је избегао ударац, и наредио је да се злочинцу даје одређена количина намирница месечно. За Халкидонски сабор подједнако су ревновали и цариграђани, чак, више пута, до побуне. Да би спречио неповољне последице, Анастасије је наредио префекту града да прати у поворкама и присуствује саборима цркве.
Године 510. Анастасије је направио нови покушај. Македоније не би урадио ништа без васељенског сабора којим би требало да председава римски епископ. Анастасије, изнервиран овим одговором, и изнервиран јер га Македоније никада неће ослободити обавеза које је склопио на крунисању да одржи веру цркве и ауторитет Халкидонског сабора, настојао је да га отера са места патријарха. Послао је евтихијанске монахе и свештенство, а понекад и градске судије, да га оптерећују јавним гневом и увредом. То је изазвало толики метеж међу грађанима да је цар био приморан да се затвори у своју палату и да припреми бродове у случају потребе за бекством. Послао је емисара Македонију, замоливши га да дође и разговара с њим. Македоније је отишао и замерио му на патњама које су његови прогони нанели цркви. Анастасије је изјавио своју спремност на то, али је у исто време учинио и трећи покушај да утиче на веру патријарха.
Један од царевих људи био је Ксенај, евтихијски епископ. Тражио је од Македонија писмену изјаву о својој вери; Македоније је упутио меморандум цару у коме је инсистирао да не познаје другу веру осим никејских и цариградских отаца и тада је анатемисао Несторија и Евтихија и оне који су признали два Сина или два Христа, или који су раздвојили две природе. Ксенај је, видећи неуспех свог првог покушаја, пронашао две особе које су оптужиле Македонија за гнусан злочин, признајући да су његови саучесници. Затим су га оптужили за несторијанство и да је фалсификовао пасус из Павлове посланице у прилог тој секти. Најзад му је цар заповедио да по канцеларији пошаље веродостојну копију Аката Халкидонског сабора потписаних аутограмима епископа. Македоније је то одбио, и сакрио га под олтар велике цркве. Тада га је Анастасије одвео ноћу и одвео у Халкидон, да би одатле био одведен у Евкаиту у Понту, место изгнанства његовог претходника. Папа Хормизд је 515. радио на повратку Македонија, кога је сматрао неправедно свргнутим; у мировном уговору између побуњеника Виталијана, сродника Македонија и цара Анастасија, било је предвиђено да се патријарх и сви свргнути епископи врате на своја места. Али Анастасије никада није одржао своја обећања, и Македоније је умро у изгнанству. Његова смрт се догодила  517. године у Гангри, где се повукао из страха од Хуна, који су опустошили сву Кападокију, Галатију и Понт.